# Liste der Pastelle von Édouard Manet
Die Liste der Pastelle von Édouard Manet enthält die Gesamtheit der mit Pastellkreide gezeichneten Bilder des französischen Künstlers Édouard Manet. Obwohl es sich technisch um Zeichnungen handelt, werden diese Bilder gelegentlich zu den Gemälden Manets gezählt. Die Autoren Rouart und Wildenstein listen die Pastelle in ihrem zuletzt erschienenen Werkverzeichnis im zweiten Band zu Beginn der Zeichnungen, während der ersten Band den Gemälden vorbehalten ist. Frühere Autoren haben die Gemälde und Pastelle hingegen nicht getrennt, sondern sie stattdessen gemeinsam chronologisch zusammengefasst.
Problematisch ist die zeitliche Zuordnung der einzelnen Werke, da diese in der Regel nicht signiert sind und nur wenige zeitgenössische Informationen vorliegen. Sicher ist das älteste erhaltene Pastellbild die Darstellung Tête d’enfant aus der Lehrzeit Manets in den 1850er Jahren im Atelier des Malers Thomas Couture. Danach scheint er sich etwa zwei Jahrzehnte nicht für dieses Medium interessiert zu haben. Als Nächstes sind vermutlich zwei Bilder seiner Frau Suzanne Manet entstanden. Die Werke Madame Manet en buste und Portrait de Madame Manet sur un canapé bleu werden teilweise bereits auf 1873 beziehungsweise 1874 datiert, andere Autoren sehen den Entstehungszeitpunkt dieser Bilder einige Jahre später. Verschiedene Autoren vermuten, dass Manet durch seinen Freund Edgar Degas in den 1870er Jahren angeregt wurde, sich der Pastellmalerei zu widmen. Der überwiegende Teil der Pastelle entstand in den letzten Lebensjahren Manets zwischen 1878 und 1883. In dieser Zeit litt er unter gesundheitlichen Einschränkungen, insbesondere an schmerzhaften Lähmungserscheinungen im linken Bein. Da ihm in der Folge langes Stehen zusehends Probleme bereitete, bot das Pastellzeichnen eine willkommene Alternative zur Ölmalerei. Pastelle mit der vergleichsweise schnelleren Arbeitsweise waren für Manet einfacher auszuführen als die in der Technik aufwendigeren und teils großformatigen Ölbilder.
Bei den Motiven finden sich überwiegend Porträts, bei denen es sich meist um Freundinnen des Künstlers handelt. Auch bei den männlichen Bildnissen handelt es sich um Personen aus dem Freundeskreis. Darüber hinaus gibt es einige Aktdarstellungen, Wirtshaus- oder Caféhausszenen und Motive aus dem Theater. Die Pastellmalerei bot Manet zudem Gelegenheit, bestimmte Dinge auszuprobieren. So gibt es einige Motive, die er zunächst als Pastell und dann später in Öl ausführte. Beispielhaft hierfür ist die Bühnendarstellung Hamlet et fantôme, der anschließend zwei Ölbilder mit dem Motiv des Sängers Faure als Hamlet folgten. Auch die Wiederholung eines Motivs, etwa die Bildnisse der Mademoiselle Hecht, Madame Guillemet, Suzette Lemaire, Méry Laurent oder Irma Brunner, zeugen von der Freude Manets an der Variation des gleichen Themas.

## Liste
Die Angaben in der Liste sind überwiegend aus den Werkverzeichnis von Denis Rouart und Daniel Wildenstein aus dem Jahr 1975 übernommen. Entsprechend sind die Titel in französischer Sprache angegeben. Auf die zusätzliche Angabe von deutschen Titeln wurde bewusst verzichtet, da diese häufig in mehreren Varianten vorliegen. Unter WV 1975 ist die Nummer im Werkverzeichnis von Rouart/Wildenstein Band II (RW II) von 1975 angegeben. Die Spalte Sammlung zeigt abweichend vom Werkverzeichnis, soweit bekannt, den aktuellen Besitzer.
| Bild                | Titel (französisch)                                               | Entstehungsjahr | Format in cm | WV 1975  | Sammlung, Ort                                                            |
| ------------------- | ----------------------------------------------------------------- | --------------- | ------------ | -------- | ------------------------------------------------------------------------ |
|                     | Tête d’enfant                                                     | um 1856         | 37 × 30 cm   | RW II 01 | Detroit Institute of Arts Detroit                                        |
|                     | Madame Manet en buste                                             | 1873            | 61 × 49 cm   | RW II 02 | Toledo Museum of Art Toledo (Ohio)                                       |
|                     | Portrait de Madame Manet sur un canapé bleu                       | um 1874         | 49 × 60 cm   | RW II 03 | Musée d’Orsay Paris                                                      |
|                     | Hamlet                                                            | um 1877         | 46 × 56 cm   | RW II 04 | Burton Agnes Hall bei Driffield                                          |
| kein Bild verfügbar | Le skating                                                        | 1877            | unbekannt    | RW II 05 | verschollen                                                              |
|                     | L’homme au chapeau rond                                           | 1878            | 56 × 46 cm   | RW II 06 | Art Institute of Chicago Chicago                                         |
|                     | Deux femmes buvant de la bière                                    | 1878            | 55 × 46 cm   | RW II 07 | Burrell Collection Glasgow                                               |
|                     | Tête de jeune femme                                               | um 1878         | 61 × 50 cm   | RW II 08 | Privatsammlung                                                           |
|                     | Portrait d’une jeune femme blonde aux yeux bleus                  | 1878            | 61 × 50 cm   | RW II 09 | Musée d’Orsay Paris                                                      |
|                     | Espagnole                                                         | um 1879         | 56 × 46 cm   | RW II 10 | Kunsthaus Zürich                                                         |
|                     | Portrait de George Moore                                          | 1879            | 55 × 35 cm   | RW II 11 | Metropolitan Museum of Art New York                                      |
|                     | M. Gauthier–Lathuille fils                                        | 1879            | 56 × 46 cm   | RW II 12 | Privatsammlung                                                           |
|                     | Portrait de Madame Zola                                           | 1879            | 52 × 44 cm   | RW II 13 | Musée d’Orsay Paris                                                      |
|                     | Mademoiselle Valtesse de la Bigne                                 | 1879            | 56 × 36 cm   | RW II 14 | Metropolitan Museum of Art New York                                      |
|                     | Isabelle Lemonier auch Jeune fille à la rose                      | 1879            | 55 × 46 cm   | RW II 15 | Metropolitan Museum of Art New York                                      |
|                     | Eva Gonzalès                                                      | um 1879         | 42 × 34 cm   | RW II 16 | Privatsammlung                                                           |
|                     | Dans la loge                                                      | 1879            | 57 × 71 cm   | RW II 17 | Privatsammlung                                                           |
|                     | Jeune fille en chapeau d’été                                      | um 1879         | 56 × 35 cm   | RW II 18 | Privatsammlung                                                           |
|                     | Sur le banc                                                       | um 1879         | 61 × 50 cm   | RW II 19 | Pola Museum of Art Hakone-Sengokuhara                                    |
|                     | Femme assise au jardin auch Le tricot                             | 1879            | 56 × 46 cm   | RW II 20 | Privatsammlung                                                           |
|                     | Jeune fille se coiffant                                           | 1878            | 56 × 46 cm   | RW II 21 | Privatsammlung                                                           |
|                     | Femme à la jarretière                                             | 1879            | 53 × 44 cm   | RW II 22 | Ordrupgaard Ordrup                                                       |
|                     | Femme au tub                                                      | 1879            | 46 × 56 cm   | RW II 23 | Privatsammlung                                                           |
|                     | Femme dans un tub                                                 | 1879            | 55 × 45 cm   | RW II 24 | Musée d’Orsay Paris                                                      |
|                     | La toilette                                                       | 1879            | 56 × 46 cm   | RW II 25 | Stiftung Sammlung E. G. Bührle Zürich                                    |
|                     | Femme à la fourrure, de profil                                    | um 1879         | 56 × 46 cm   | RW II 26 | Privatsammlung                                                           |
|                     | Femme à la fourrure, de face                                      | um 1879         | 56 × 46 cm   | RW II 27 | Privatsammlung                                                           |
|                     | Portrait de Constantin Guys                                       | 1880            | 54 × 33 cm   | RW II 28 | Privatsammlung                                                           |
|                     | Le compositeur Chabrier                                           | 1880            | 55 × 35 cm   | RW II 29 | Ordrupgaard Ordrup                                                       |
|                     | Portrait du musicien Cabaner                                      | 1880            | 53 × 34 cm   | RW II 30 | Musée d’Orsay Paris                                                      |
|                     | L’homme blond                                                     | 1880            | 54 × 34 cm   | RW II 31 | Fogg Art Museum Harvard University Art Museums Cambridge (Massachusetts) |
|                     | Jeune homme à barbe blonde                                        | 1881            | 56 × 46 cm   | RW II 32 | Privatsammlung                                                           |
|                     | Portrait de Madame Clemenceau                                     | 1880            | 55 × 35 cm   | RW II 33 | Privatsammlung                                                           |
|                     | Portrait de Madame Du Paty                                        | 1880            | 54 × 34 cm   | RW II 34 | Privatsammlung                                                           |
|                     | Portrait de la comtesse Albazzi                                   | 1880            | 56 × 46 cm   | RW II 35 | Solomon R. Guggenheim Museum New York                                    |
|                     | Madame Jules Guillemet en chapeau                                 | 1880            | 55 × 35 cm   | RW II 36 | Saint Louis Art Museum St. Louis                                         |
|                     | Parisienne auch Madame Jules Guillemet nu-tête                    | 1880            | 56 × 36 cm   | RW II 37 | Ordrupgaard Ordrup                                                       |
|                     | Portrait de Marie Colombier                                       | 1880            | 53 × 34 cm   | RW II 38 | Burrell Collection Glasgow                                               |
|                     | L’inconnue                                                        | 1880            | 53 × 44 cm   | RW II 39 | Österreichische Galerie Belvedere Wien                                   |
|                     | Mme Loubens sur son lit                                           | 1880            | 46 × 56 cm   | RW II 40 | Privatsammlung                                                           |
|                     | Mme Loubens sur un canapé                                         | 1880            | 46 × 55 cm   | RW II 41 | Privatsammlung                                                           |
|                     | Portrait de Mademoiselle Suzette Lemaire de profil                | 1881            | 53 × 45 cm   | RW II 42 | Privatsammlung                                                           |
|                     | Portrait de Mademoiselle Suzette Lemaire en face                  | 1881            | 53 × 33 cm   | RW II 43 | Privatsammlung                                                           |
|                     | Jeunne fille au col cassé, de profil                              | 1880            | 48 × 39 cm   | RW II 44 | Privatsammlung                                                           |
|                     | Jeunne fille au col cassé, de face                                | 1880            | 46 × 38 cm   | RW II 45 | Eremitage (Sammlung Krebs) Sankt Petersburg                              |
|                     | Etude de femme à l’ombrelle                                       | 1880            | 48 × 69 cm   | RW II 46 | Privatsammlung                                                           |
|                     | Femme en promenade tenant une ombrelle ouverte                    | 1880            | 61 × 50 cm   | RW II 47 | Privatsammlung                                                           |
|                     | Femme au bord de la mer                                           | 1880            | 72 × 50 cm   | RW II 48 | Privatsammlung                                                           |
|                     | Jeune femme au buste nu                                           | 1880            | 53 × 46 cm   | RW II 49 | Musée d’Orsay Paris                                                      |
|                     | Portrait du docteur Materne                                       | 1881            | 56 × 35 cm   | RW II 50 | Musée d’Orsay Paris                                                      |
|                     | Méry Laurent accoudée                                             | 1881            | 61 × 50 cm   | RW II 51 | Privatsammlung                                                           |
|                     | Portrait de Méry Laurent à la voilette                            | 1881            | 56 × 35 cm   | RW II 52 | Privatsammlung                                                           |
|                     | Méry Laurent de profil, nu-tête                                   | 1881            | 41 × 37 cm   | RW II 53 | Artizon Museum Tokio                                                     |
|                     | Portrait de Léontine Massin                                       | 1881            | 56 × 46 cm   | RW II 54 | Privatsammlung                                                           |
|                     | Madame Martin en chapeau noir garni de roses                      | 1881            | 54 × 44 cm   | RW II 55 | Menard Art Museum Komaki                                                 |
|                     | Madame Jeanne Martin au chapeau capote                            | 1881            | 56 × 46 cm   | RW II 56 | Privatsammlung                                                           |
|                     | Femme au nœud bleu                                                | 1881            | 55 × 46 cm   | RW II 57 | Privatsammlung                                                           |
|                     | Femme au chapeau garni de gaze                                    | 1881            | 61 × 50 cm   | RW II 58 | Ōhara Museum of Art Kurashiki                                            |
|                     | Femme au chapeau à brides                                         | 1881            | 61 × 51 cm   | RW II 59 | Baltimore Museum of Art Baltimore                                        |
|                     | Femme lisant                                                      | 1881            | 55 × 46 cm   | RW II 60 | Stedelijk Museum Amsterdam                                               |
|                     | Tête de jeune fille                                               | 1881            | 53 × 44 cm   | RW II 61 | Musée des beaux-arts de Montréal Montreal                                |
|                     | Fillette au chapeau de paille                                     | 1880            | 56 × 46 cm   | RW II 62 | Williams College Museum of Art Williamstown (Massachusetts)              |
|                     | Le repos                                                          | 1881            | 32 × 50 cm   | RW II 63 | Privatsammlung                                                           |
|                     | Un café place du Théâtre Français                                 | 1881            | 32 × 45 cm   | RW II 64 | Burrell Collection Glasgow                                               |
|                     | Le modèle du Bar aux Folies-Bergère (Suzon)                       | 1881            | 54 × 34 cm   | RW II 65 | Musée des Beaux-Arts Dijon                                               |
|                     | Le peintre animalier La Rochenoire                                | 1882            | 55 × 34 cm   | RW II 66 | J. Paul Getty Museum Los Angeles                                         |
|                     | L’homme au chien                                                  | 1882            | 56 × 35 cm   | RW II 67 | Art Institute of Chicago Chicago                                         |
|                     | Portrait de René Maizeroy                                         | um 1882         | 55 × 34 cm   | RW II 68 | Museum of Fine Arts, Boston Boston                                       |
|                     | Portrait de Mademoiselle Claire Campbell                          | 1882            | 54 × 44 cm   | RW II 69 | Cleveland Museum of Art Cleveland                                        |
|                     | Portrait de Madame Michel Lévy                                    | 1882            | 65 × 54 cm   | RW II 70 | Privatsammlung                                                           |
|                     | Portrait de Madame Michel Lévy                                    | 1882            | 75 × 52 cm   | RW II 71 | National Gallery of Art Washington, D.C.                                 |
|                     | Méry Laurent en paletot à col de fourrure                         | 1882            | 54 × 34 cm   | RW II 72 | Privatsammlung                                                           |
|                     | Méry Laurent au chapeau noir                                      | 1882            | 54 × 44 cm   | RW II 73 | Musée des Beaux–Arts Dijon                                               |
|                     | Méry Laurent à la toque                                           | 1882            | 54 × 34 cm   | RW II 74 | Sterling and Francine Clark Art Institute Williamstown (Massachusetts)   |
|                     | Jeune femme en chapeau à bords rabattus                           | 1882            | 55 × 46 cm   | RW II 75 | Privatsammlung                                                           |
|                     | Méry Laurent au carlin                                            | 1882            | 56 × 46 cm   | RW II 76 | Puschkin-Museum (Sammlung Hatvany) Moskau                                |
|                     | Tête de femme                                                     | um 1882         | 40 × 30 cm   | RW II 77 | Privatsammlung                                                           |
|                     | La viennoise, Irma Brunner                                        | 1880            | 54 × 46 cm   | RW II 78 | Musée d’Orsay Paris                                                      |
|                     | La viennoise, Irma Brunner                                        | 1882            | 57 × 36 cm   | RW II 79 | Privatsammlung                                                           |
|                     | Mademoiselle Hecht, de face                                       | 1882            | 56 × 35 cm   | RW II 80 | Musée d’Orsay Paris                                                      |
|                     | Mademoiselle Hecht, de profil                                     | 1882            | 49 × 39 cm   | RW II 81 | Musée d’Orsay Paris                                                      |
|                     | Mademoiselle Hecht, de profil, en chapeau                         | 1882            | 54 × 44 cm   | RW II 82 | Musée d’Orsay Paris                                                      |
|                     | Jeune Femme au chapeau blanc                                      | 1882            | 56 × 46 cm   | RW II 83 | Privatsammlung                                                           |
|                     | Jeunne fille au chapeau marron auch L’ouvrière oder La parisienne | 1879–1880       | 56 × 35,5 cm | RW II 84 | Museo Soumaya Mexiko-Stadt                                               |
|                     | Femme au chapeau à plume grise                                    | 1882            | 54 × 34 cm   | RW II 85 | Hiroshima Museum of Art Hiroshima                                        |
|                     | Jeunne femme décolletée                                           | 1882            | 56 × 46 cm   | RW II 86 | Privatsammlung                                                           |
|                     | Portrait de femme                                                 | 1882            | 54 × 45 cm   | RW II 87 | Arp Museum Bahnhof Rolandseck (Sammlung Rau für UNICEF) Remagen          |
|                     | Jeune fille en déshabillé                                         | 1882            | 56 × 35 cm   | RW II 88 | Privatsammlung                                                           |
|                     | Élisa                                                             | 1883            | 25 × 20 cm   | RW II 89 | Burrell Collection Glasgow                                               |